# 海波拉亭
厚果草素（英语：Hypolaetin）音译名海波拉亭，据原始文献记录取之厚果草属 Hypolaena fastigiata （页面存档备份，存于） 植物的一种黄酮苷＂hypolaetin 8-C-glucoside 厚果草素 8-C-葡萄糖苷＂经水解分离一类非糖物苷元，系统名为5,7,8,3',4'-五羟基黄酮，5,7,8,3',4'-Pentahydroxyflavone，是一种黄酮类化合物，分子式C15H10O7，是许多黄酮苷的糖苷配基，如存在于Marchantia berteroana（Marchantia berteroana）中的海波拉亭-8-葡萄糖醛酸苷，存在于Sideritis leucantha（Sideritis leucantha）中的海波拉亭-8-葡萄糖苷。